# لری سلرز
لری سلرز (انگلیسی: Larry Sellers؛ زادهٔ ۲ اکتبر ۱۹۴۹ – درگذشتهٔ ٩ دسامبر ۲۰۲۱) هنرپیشه بومی و سرخپوست اهل ایالات متحده آمریکا بود.
او در مجموعه سریال پزشک دهکده در نقش سرخ‌پوست (ابر سفید) به ایفای بازیگری پرداخت است. همچنین در فیلم مثل پدر مثل پسر بازی کرده‌است. 
لری سلرز در ۹ دسامبر ٢٠٢۱ و در ٧٢ سالگی براثر کهولت سن درگذشت. 